# Fëdor Alekseevič Rtiščev
Fëdor Michajlovič Rtiščev (in russo Фёдор Алексеевич Ртищев?; 1625 – 1673) è stato un filantropo russo, amico intimo e consigliere dello zar Alessio I, famoso per le sue attività filantropiche.

## Biografia
Poiché Rtiščev evitò sempre di dare pubblicità alle proprie azioni, è oggetto di controversia tra gli storici quale sia stato il suo reale peso nella politica zarista. Si ritiene che fu proprio Rtiščev a incoraggiare la revisione dei libri ecclesiastici che portarono al Grande Scisma della Chiesa ortodossa russa. Dopo l'ascesa al trono di Alessio svolse infatti un intenso ruolo di intermediario tra la Tipografia moscovita e il movimento dei riformatori riuniti a corte. Sotto la sua egida iniziò quel processo di "intellettualizzazione" della religione tramite l'apporto delle opere provenienti dai confini russi meridionali e occidentali, apporto che non si limitava solo alla teologia ma che ineriva anche alle scienze liberali e che sarebbe stato determinante negli avvenimenti che si sarebbero susseguiti negli anni successivi. Alcuni studiosi lo ritengono inoltre l'artefice della caduta in disgrazia di Nikon.
Durante la grande carestia a Vologda (1650), Rtiščev vendette gran parte dei suoi beni, inclusi vestiti e utensili per la casa, al fine di raccogliere fondi per gli abitanti della zona. Si prese inoltre cura della sorte dei feriti delle Guerre Russo-Polacche, indipendentemente dalla loro nazionalità, e istituì numerosi ricoveri per indigenti a Mosca.
Ricordato come il più antico patrono del sistema educativo russo, Rtiščev fondò una delle prime scuole della capitale, dove chiamò Epifanij Slavineckij a insegnare greco antico. Tale scuola sarebbe stata trasformata in seguito nell'Accademia Slava Greca e Latina.
È noto che Rtiščev sopravvisse a numerosi attentati alla propria vita. Compose inoltre un trattato sulla falconeria. La sua biografia fu redatta da Vasilij Ključevskij.
Fëdor era parente di Ustinia Bogdanovna Rtiščeva e della di lei figlia Evdokija Lopuchina. Evdokija fu scelta da Natal'ja Naryškina quale Zarina per il proprio figlio Pietro I di Russia proprio a causa della parentela con Fëdor.